# Harmony (condado de Vernon, Wisconsin)
Harmony es un pueblo ubicado en el condado de Vernon en el estado estadounidense de Wisconsin. En el Censo de 2010 tenía una población de 755 habitantes y una densidad poblacional de 6,79 personas por km².

## Geografía
Harmony se encuentra ubicado en las coordenadas 43°34′32″N 91°5′11″O / 43.57556, -91.08639. Según la Oficina del Censo de los Estados Unidos, Harmony tiene una superficie total de 111.12 km², de la cual 110.84 km² corresponden a tierra firme y (0.25%) 0.27 km² es agua.

## Demografía
Según el censo de 2010, había 755 personas residiendo en Harmony. La densidad de población era de 6,79 hab./km². De los 755 habitantes, Harmony estaba compuesto por el 98.15% blancos, el 0.13% eran afroamericanos, el 0% eran amerindios, el 0.13% eran asiáticos, el 0% eran isleños del Pacífico, el 0.13% eran de otras razas y el 1.46% pertenecían a dos o más razas. Del total de la población el 1.46% eran hispanos o latinos de cualquier raza.